# 黒江

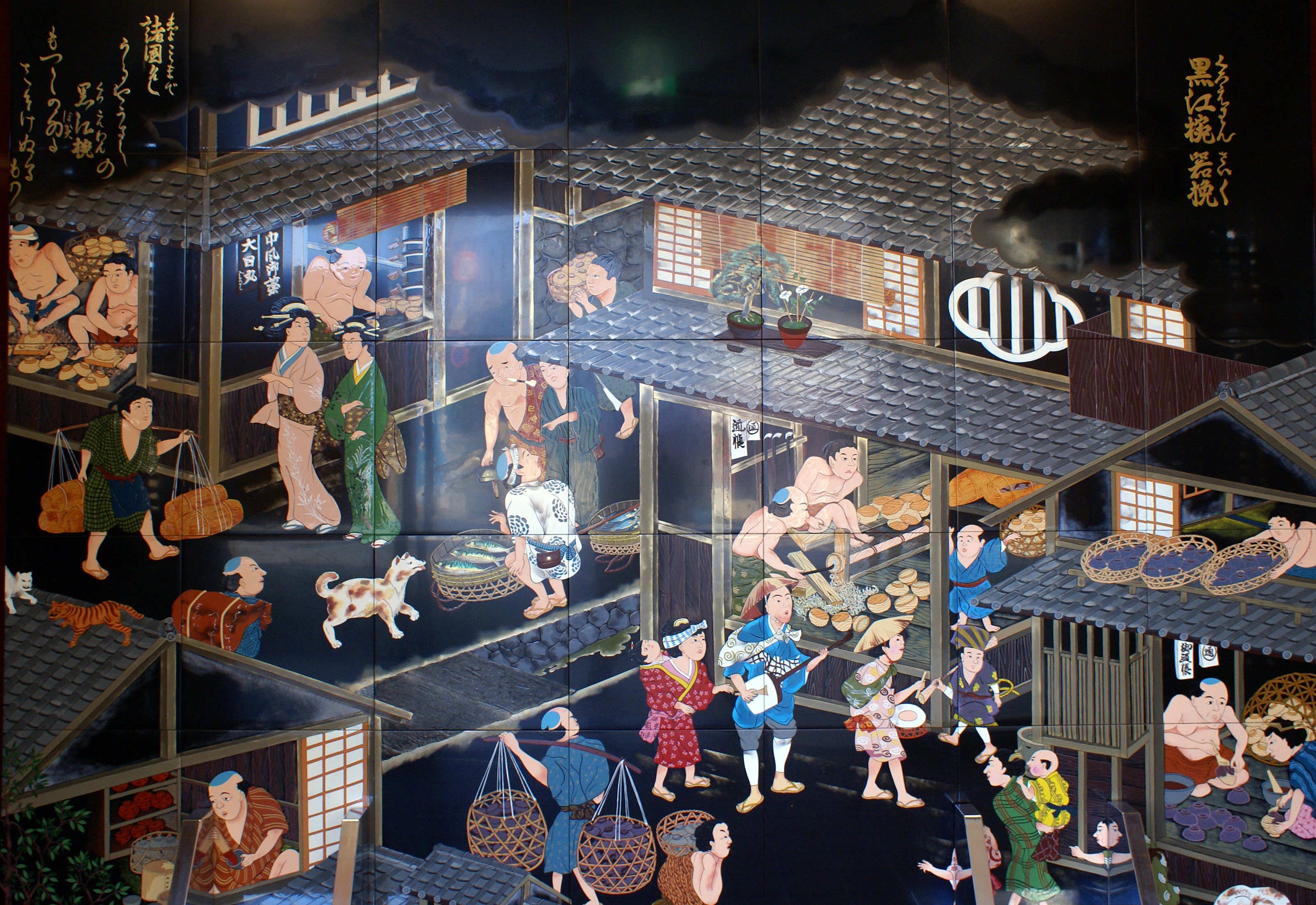
江戸時代の黒江の漆器製作の様子を描いた浮世絵の陶板画（黒江漆器椀）

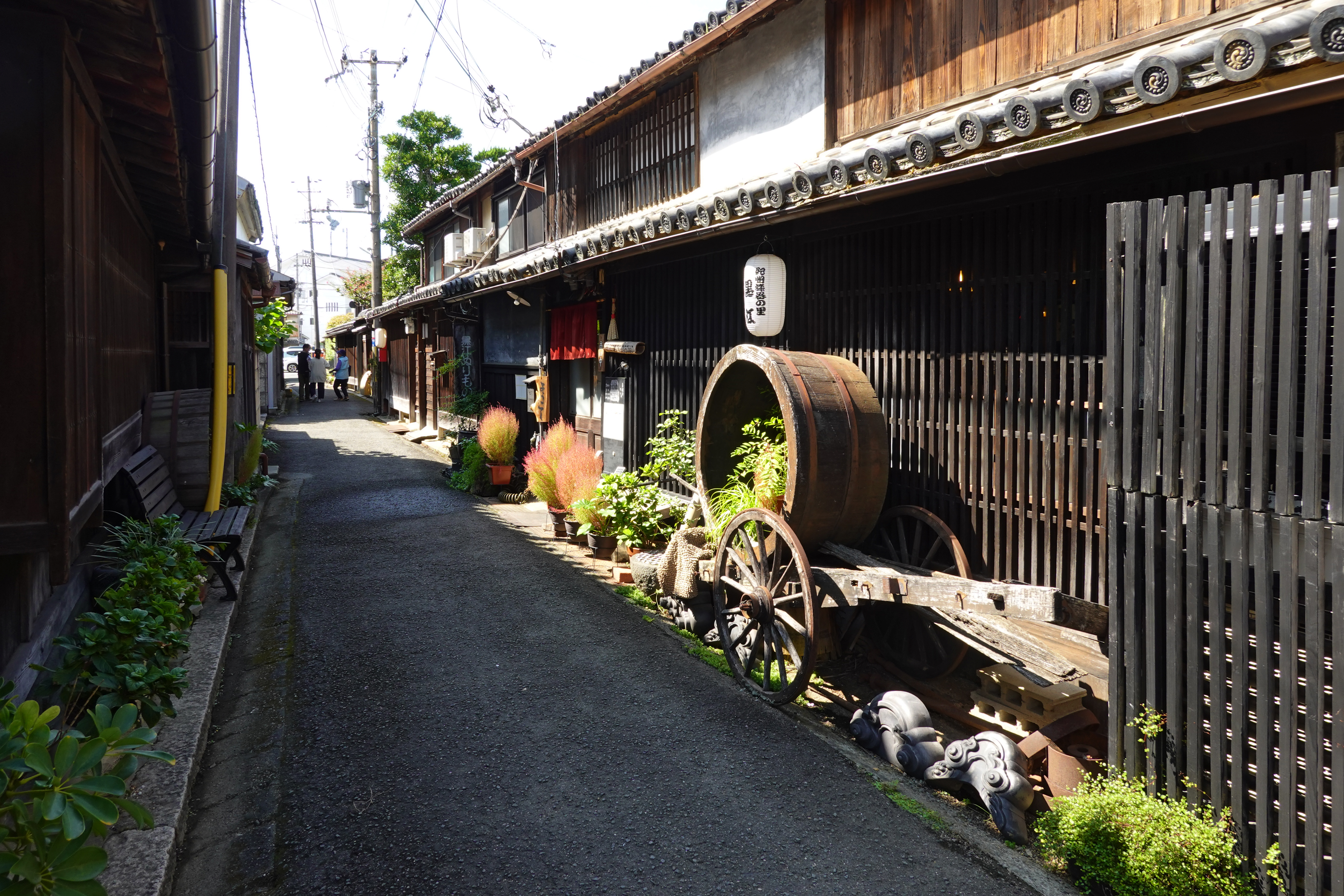
古民家カフェ 黒江ぬりもの館（池庄漆器店主屋）

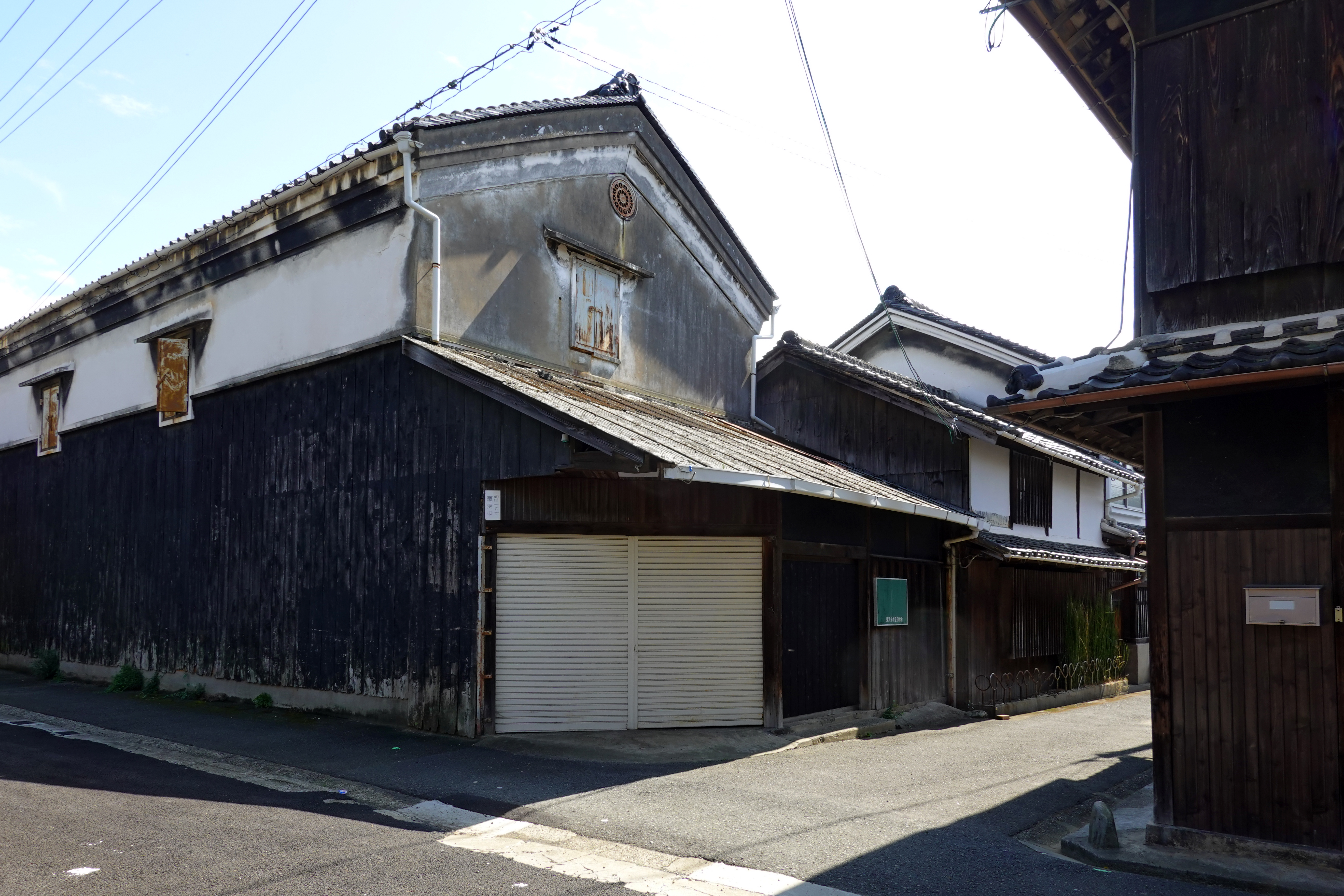
そうげん堂（田島漆店旧工場）

黒江（くろえ）とは、和歌山県海南市の地名。2012年（平成24年）3月31日現在の人口は2,275人。郵便番号は642-0011。

## 地理
海南市の北部に位置しており、北和歌山市冬野、東で岡田、南で日方、西で船尾,北西で和歌山市毛見・内原と接している。字域には和歌山県道9号岩出海南線、和歌山県道135号和歌山海南線、和歌山県道137号三田海南線が通っている。紀州漆器（黒江塗り）の生産地であるほか、「黒牛」で知られる酒造メーカー名手酒造店がある。

### 広域地名
広義では海南市立黒江小学校区のうち海南市に属する地区を指し、船尾（ふのお）、黒江、岡田（おかだ）の一部、を総して「黒江」地区と称することがある。また、学区ではなく海南市役所によって定義された市内を15地区に分けたものに従った場合、大字黒江は単独で黒江地区、大字船尾は単独で船尾地区、大字岡田は亀川地区の一部に分けられる。

## 歴史
黒江は上熊野街道に沿って形成された集落で、古には船尾山麗の南側は入江となっていた。『紀伊続風土記』によれば、入江は干潟になっており、干潮時に水面に現れる牛によく似た黒い石に因んで黒牛潟と呼ばれ、それが地名の由来となったという。室町時代に木地師が定住し、漆器や日用品を作り始めたと言われ、江戸時代初期には漆器の産地として紀州藩に保護されて発展した。正保年間に干潟は埋め立てられ、水運の動脈となる堀川を挟む川端通りの町並みが形成された。明治時代に入り黒江の漆器製造は大衆向けへと転換したが、生産の近代化に伴って昭和44年に岡田に漆器団地が作られ、多くの漆器業者が移転している。

### 沿革
- 1889年（明治22年）4月1日 - 町村制施行に伴い名草郡黒江村が成立。黒江は黒江村黒江となる。
- 1896年（明治29年）3月26日 - 名草郡と海部郡が合併し海草郡が成立。黒江村は海草郡の所属となる。
- 1896年（明治29年）7月7日 - 黒江村が町制施行。黒江村黒江は黒江町黒江となる。
- 1934年（昭和9年）5月1日 - 黒江町は日方町、内海町、大野村と合併し海南市が発足。黒江町黒江は海南市黒江となった。

## 交通

### 鉄道
- JR西日本紀勢本線が北東部に掛かるが駅は置かれていない。隣接する岡田に設置された黒江駅が利用できる。

### 道路
- 和歌山県道9号岩出海南線
- 和歌山県道135号和歌山海南線
- 和歌山県道137号三田海南線

ただし、上記県道は多くの部分で重複している部分とその迂回線であり、実質的な交通ルートとしては一体化して使われる。

## 主な施設・史跡
- 川端通り - 家々が通りに対して斜めに建てられた、のこぎり歯状の家並みが特徴。2011年に「わかやま景観づくり協定」の第一号として認定された[3]。
- 海南市水道部室山浄水場
- 黒江地区集会所
- 海南市立室山保育所
- 海南黒江郵便局
- 海南室山郵便局
- 名手酒造
- 中言神社 - 境内の湧水「黒牛の水」は「紀の国名水」に選ばれる。柿本人麻呂の歌碑がある。
- 浄国寺 - 浄土真宗の寺院。
- 旧尾崎林太郎家住宅 - 尾崎家は代々大野十番頭の家柄で、主屋、前蔵、座敷、三階蔵の4棟が登録有形文化財。
- 古民家カフェ 黒江ぬりもの館 - 登録有形文化財である池庄漆器店主屋を活用したカフェレストラン
- そうげん堂 - 登録有形文化財である田島漆店旧工場の新蔵・玄関棟・食堂・商品蔵を活用したカフェレストラン（所在地は船尾）

## 祭事・年中行事
- 4月1日 - 中言神社例祭、神輿渡御
- 11月第１土・日曜 - 紀州漆器まつり